# احتكام إلى عامة الناس (مغالطة)
مغالطة الاحتكام إلى عامة الناس أو مغالطة الاحتجاج بالقول الشائع (باللاتينية:Argumentum ad Populum) هي مغالطة منطقية تقوم على افتراض صحة ما يقبله أكثر الناس لمجرد أن الأكثرية تقبل به، وهي تسير على هذا النحو:
1. الفكرة (س) رائجة بين الناس.
2. إذن، (س) صحيحة.

الفكرة الأساسية هي أن الدعوى تكون مقبولة لأن غالبية الناس لديهم موقف إيجابي عن هذه الدعوى، وتكون مغالطة حينما يكون موقف الناس بديلا عن الدليل المنطقي الذي يدعم صحة الدعوى، فالعدد المؤيد مهما كان كبيراً لا يؤثر إطلاقاً في صحة أو خطأ القضايا.
وبالطبع قد أثبت الزمن دوماً أن هذه مغالطة، فقد اعتقد الناس في الماضي «أن الأرض مستوية» وقد اعتقدوا «أن الأرض مركز الكون وأن الشمس تدور حول الأرض» واعتقدوا كذلك بأنه «لا يمكن للإنسان أن يطير» وقد تم دحض كل هذه الدعاوى في الزمن الحديث، لأنها لم تكن مبنية على دليل منطقي يدعمها.
وهذه المغالطة مؤثرة للغاية كأداة لإقناع الناس، وتستخدم بأشكال كثيرة. حيث أن معظم الناس يميلون إلى الأخذ بالسائد كونه الأسهل والأقل خطورة. فكثيرا ما يستخدمها السياسيون في بعض الدول حيث يلجؤون للتأكيد على فكرة أن كل الناس يدعمونه أو يدعمون توجهه، بما يعني أنه الأصلح. أو في الإعلانات حيث كثيرا ما يتم التأكيد على قبول الناس وارتياحهم لمنتج معين لدفع المستهلك لتبني نفس الرأي. وفي الغالب يتم الحديث باسم الناس بدون أي أدوات إحصائية دقيقة تقيس مايعتقده الناس فعلا، بما يجعل المعارضة والتشكيك في أن هذا رأي الناس أصعب.
ايضاً يتوجه متكلم بالحديث إلى جمهور ويسعى لإقناعهم بذلك الحديث، ووجه المغالطة أن المخاطب لا يبني كلامه على مقدمات تقوده إلى نتائج تتناسب معها (مع تلك المقدمات)، فكل همه اعتناق الجمهور لفكرته.

## دليل
- يمكن للمرء أن يدعي أن التدخين هو هواية صحية، لأن ملايين الناس يفعلون ذلك. ولكن من خلال معرفة مخاطر التدخين فإننا نقول أنَّ التدخين ليس هواية صحية على الرغم من حقيقة أن الملايين مدخنين.
- تعرض المدافعون عن فرضية مركزية الشمس مثل غاليليو غاليلي للقمع الصريح على الرغم من تقديمهم الأدلة العلمية المعترف بها الآن كحقيقة والتي تدعم مركزية الشمس بالنسبة الأرض.

## استثناءات
لا يكون الاحتكام إلى المعتقدات صحيحًا إلا عندما يكون السؤال هو ما إذا كان الاعتقاد صحيحًا أم لا. لذا فإن الاحتكام إلى عامة الناس لا يكون صحيحا إلا إذا كانت الأسئلة تتعلق بما إذا كان الاعتقاد واسع الانتشار وإلى أي درجة. أي ان الاحتكام إلى عامة الناس يثبت فقط أن الاعتقاد شائع وليس صحيحًا. ومع ذلك فإن الشعبية في بعض الحالات هي ما تجعل اختيار ما مفضلا بدلاً من نقاط القوة الأخرى لأسباب تتعلق بتأثيرات الشبكة.

### في اللغة
تنص اللسانيات الوصفية على أنه يتم وضع قواعد اللغة والإملاء والتعبيرات الصحيحة بواسطة متحدثي اللغة خاصةً في اللغات التي لا تملك هيئة إدارة مركزية. ووفقًا لوجهة النظر هذه إذا تم استخدام تعبير غير صحيح بشكل شائع يصبح صحيحًا. وفي المقابل يعتقد علماء اللسانيات الوصفية أن التعبيرات غير الصحيحة هي غير صحيحة بغض النظر عن عدد الأشخاص الذين يستخدمونها.

## قلب النتائج
قد يقول الشخص في بعض الحالات أن حقيقة كون مجموعة الأشخاص ص تعتقد أن س صحيح تشير إلى أن س غير صحيح. يرتبط هذا الفكر ارتباطًا وثيقًا بمغالطة الاحتكام إلى الحقد نظرًا لأنه يتطلب احتقار شخص ما لعامة الناس من أجل إقناعهم بأن معظمهم مخطئون في الاعتقاد س.
ترتكب مغالطة الاحتكام إلى عامة الناس نفس الخطأ المنطقي في المغالطة الاساسية نظرًا لأن فكرة «س صحيحة» منفصلة بطبيعتها عن فكرة «يعتقد مجموعة الناس ص أن س صحيحة»: حيث «تعتقد مجموعة الناس ص أنّ س صحيحة فقط لأن الناس في تلك المجموعة يعتقدون ذلك وليس بسبب أي اعتبارات أخرى، ولذلك يجب أن تكون س خاطئة» على الرغم من أن الأشخاص ص يمكنهم الاعتقاد ان س صحيحة لأسباب خاطئة، فقد تكون س صحيحة. دوافعهم للاعتقاد بصحة س لا تؤثر على ما إذا كانت س صحيحة أو خاطئة.
ص = معظم الناس، كمية معينة من الناس، أشخاص من مجموعة سكانية معينة.
س = فرضية يمكن أن تكون صحيحة أو خاطئة.
على سبيل المثال:
- «هل ستكون امتثاليًا وتشرب الحليب والماء مثل أي شخص آخر، أم أنك ستستيقظ وتشرب منتجاتي؟»[6]
- «الكل يحب فرقة البيتلز، وذلك يعني على الأرجح أنهم لم يملكون مواهب مثل فرقة ص والتي لم تباع منتجاتها».[7]
- «يتكون الشعب الألماني اليوم من جيل معسكر أوشفيتز حيث أنّ كل شخص في السلطة مذنب بطريقة أو بأخرى. كيف يمكننا تصديق الدعاية المنتشرة والتي تقول بأن الاتحاد السوفيتي هو إمبريالي وشمولي؟ من الواضح أنه ليس كذلك.»[8]
- «يحب الجميع الممثل أ. لا يجب أن يكون هذا الممثل من الموهوبين مثل الممثلين المنهجيين الذين لا يملكون شعبية كبيرة مثل الممثل ب».

عادة ما يحدث قلب النتائج على الشكل التالي: يعتقد معظم الناس أن كلًا من أ و ب صحيحان. ب خطأ وبالتالي أ خطأ. وهي مغالطة مماثلة لمغالطة التكبر الزمني حيث لا ينبغي الخلط بينهما. التكبر الزمني هو الزعم بأنه إذا كان تصديق صحة كل من س و ص قد حدث بشكل عام في الماضي وإذا ثبت أن ص غير صحيح سيكون س غير صحيح أيضًا. تعتمد هذه المناقشة هذا على الإيمان بالتقدم الزمني وليس كما هو الحال في مغالطة قلب النتائج التي تهتم بما إذا كان س و / أو ص شائعًا حاليًا أم لا.

## وصلات خارجية
- أبو حيان التوحيدي وابن مسكويه والهوامل والشوامل ماذا بين مصطلحات الحجاج والبيان والبلاغة والخطابة في التراث العربي الإسلامي، في مقابل مصطلحي Lأ rhétorique/L'أrgumentأtion الأجنبيين؟